# チャタレイ夫人の恋人 (1981年の映画)
『チャタレイ夫人の恋人』（チャタレイふじんのこいびと、Lady Chatterley's Lover）は、1981年のイギリス・フランスのドラマ映画。
監督はジュスト・ジャカン、出演はシルヴィア・クリステルとニコラス・クレイなど。
イギリスの作家D・H・ローレンスの『チャタレイ夫人の恋人』の2度目の映画化作品。1955年にフランスで一度映画化されているが、イギリス本国での映像化は初めてであり、それまで英語で映像化されることはなかった。

## キャスト
※括弧内は日本語吹替（初放送1984年4月18日『水曜ロードショー』BD収録）
- コンスタンス・チャタレイ: シルヴィア・クリステル（田島令子） - 男爵夫人。
- クリフォード・チャタレイ: シェーン・ブライアント（英語版）（荻島眞一） - 男爵。コンスタンスの夫。
- オリヴァー・メラーズ: ニコラス・クレイ（横内正） - チャタレイ家の森番。
- ボルトン夫人: アン・ミッチェル（英語版）（京田尚子） - クリフォードの世話人の看護師。未亡人。
- レディ・エヴァ: エリザベス・スプリッグス（英語版）（中村紀子子） - クリフォードのおば。
- ヒルダ: パスカル・リヴォー（フランス語版）（森ひろ子）
- フィールド: ピーター・ベネット（英語版）（北村弘一） - 執事。
- アントン: アンソニー・ヘッド（野島昭生）
- ロバーツ: ジョン・タイナン（嶋俊介）

## 作品の評価
allcinemaは1955年のフランス映画版が主人公を「環境の犠牲者」のように描いているのと比較して「森番メラーズと夫人が愛を通して人間性を追求し、女性としての自我に目覚めていくところに焦点を当てた作りとなっている。」としている。